# Félix Tshisekedi
Félix Antoine Tshisekedi Tshilombo (ur. 13 czerwca 1963 w Kinszasie) – kongijski polityk, od 2018 lider Unii na rzecz Demokracji i Postępu Społecznego, od 2019 prezydent Demokratycznej Republiki Konga.

## Życiorys
Syn Étienne’a Tshisekediego, trzykrotnego premiera Zairu i lidera opozycji za rządów Mobutu Sese Seko. W 1985 roku uzyskał pozwolenie na wyjazd z kraju i przeniósł się do Brukseli. Posiada belgijski dyplom z marketingu i komunikacji. Uczęszcza do Kościoła zielonoświątkowego w Kinszasie.
W 2011 został wybrany na deputowanego do parlamentu krajowego w okręgu Mbuji-Mayi, odmówił jednak objęcia mandatu.
Od 31 marca 2018 pełni funkcję przewodniczącego Unii na rzecz Demokracji i Postępu Społecznego (UDPS) – partii założonej przez jego ojca Étienne’a.
Tshisekediego ogłoszono zwycięzcą wyborów prezydenckich, które odbyły się 30 grudnia 2018. Część obserwatorów (między innymi Konferencja Episkopatu Demokratycznej Republiki Konga) uważa, że w rzeczywistości nie zdobył on najwyższego poparcia spośród kandydatów.
13 marca 2019 Tshisekedi podpisał dekret o ułaskawieniu około 700 więźniów politycznych Josepha Kabili.
Od lutego 2021 do lutego 2022 był rotacyjnym przewodniczącym Unii Afrykańskiej.
W wyborach prezydenckich w grudniu 2023 roku został wybrany na kolejną kadencję z poparciem 73% głosujących. Kandydaci opozycyjni skrytykowali przebieg głosowania, zażądali powtórzenia wyborów i wezwali swoich zwolenników do oprotestowania wyników elekcji.